# Rolls-Royce Welland
El Rolls-Royce RB.23 Welland fue el primer turborreactor de producción británica. Fue diseñado por el equipo de Frank Whittle en Power Jets Ltd, aunque originalmente estaba previsto que fuera producido por la compañía Rover como el W.2B/23. Los continuos retrasos de Rover para iniciar la producción y el creciente enojo de Whittle por su fracaso, motivó que el proyecto se trasladara a Rolls Royce, donde Stanley Hooker, de la división turbocompresores de Rolls, se unió al equipo.
El motor fue renombrado "Welland", tomando el nombre de un río inglés, y entró en producción en 1943 para usarse en el Gloster Meteor. Voló por primera vez solo poco tiempo después del alemán Junkers Jumo 004. A diferencia del 004, sin embargo, el Welland era confiable y en general un motor seguro, debido a la superior metalurgia británica y a la considerable experiencia de Rolls-Royce en turbocompresores.

## Diseño y desarrollo
El W.2 era básicamente una versión más grande del diseño original de Whittle, el Whittle Supercharger Type W.1, o simplemente el W.1, el cual voló en 1941 en el avión experimental y banco de pruebas Gloster E. 28/39. El motor usaba un compresor centrífugo simple de doble lado, o impulsor, siendo el aire comprimido tomado por varias lumbreras alrededor del borde exterior del disco del compresor. Ambos motores usaban el diseño de Whittle de "flujo reverso", en el cual las cámaras de combustión se ubicaban alrededor de la turbina para producir un motor más corto. Esto requería que el aire caliente fluya hacia adelante antes de entrar en el área de la turbina, la cual consisistía de una sola etapa. Para el W.2, el impulsor tenía 480 mm de tamaño, y alimentaba 10 cámaras de combustión. Una parte del aire era conducido desde el compresor e introducido en la parte más central de la turbina para enfriarla. El motor entero pesaba alrededor de 390 kilogramos.

### Problemas y el primer vuelo de prueba
Los primeros ejemplares producidos por Rover tenían serios problemas de "incremento", en los cuales la velocidad del motor podía incrementarse súbitamente sin control. Maurice Wilks finalmente dio una solución, agregando un juego de 20 paletas difusoras en la zona de escape. Esto resolvió el incremento, pero ahora se encontraron con serios problemas de fallas en las turbinas, debido al calor. J.P. Herriot del Air Inspection Department (A.I.D., en inglés Departamento de Inspección del Aire) fue enviado a Rover para suministrar materiales mejorados para las turbinas, y pronto el motor alcanzó las 25 horas de prueba a 5,6 kN (567 kgf) en noviembre de 1942. Mientras tanto, el prototipo del Gloster F.9/40, que pronto sería conocido como el Meteor, estaba listo para volar, aunque los motores no lo estaban. Se iniciaron pruebas de carreteo a cargo del piloto de pruebas Jerry Sayer el 10 de julio de 1940, mientras esperaban los motores con suficiente desarrollo y calidad para volar. Un vuelo de pruebas real del motor en sí mismo tuvo lugar el 9 de agosto de 1942, colocado en un bombardero Vickers Wellington.

### Unión de Rover con Rolls-Royce
Whittle estaba continuamente frustrado por la inhabilidad de Rover para producir componentes de calidad, y sus quejas eran cada vez más fuertes. Whittle acusó a Rover de "manipular" el diseño del motor (sobre el cual Rover sabía muy poco) a fin de evitar los derechos de patentes y reclamar el diseño del motor como propio, mientras el trabajo de desarrollo de Rover seguía a paso lento. Rover perdió interés en el proyecto después de los retrasos y el acoso constante de Whittle. Anteriormente, en 1940, Stanley Hooker de Rolls-Royce Limited se había reunido con Whittle, y posteriormente lo presentó al Director Ejecutivo de Rolls, Ernest Walter Hives. Rolls tenía una división completamente desarrollada de supercargadores (era dirigida por Hooker), la cual era naturalmente adecuada para los trabajos con el motor de reacción. Hives acordó suministrar componentes clave para ayudar con el proyecto. Finalmente, a principios de 1943, Spencer Wilks de Rover se reunió con Hives y Hooker, y decidieron negociar la fábrica de reactores de Barnoldswick por la fábrica de motores de tanques en Nottingham.
Rover entregó un total de 32 motores W.2B/23 a Rolls-Royce así como también cuatro motores de "fluo recto" W.2B/26, desarrollados por Adrian Lombard. Rolls bautizó sus motores, y el flujo continuo a través de las turbinas inspiró a Hooker para nombrarlo según el caudal de los ríos británicos. El W.2B/23 se convirtió en el RB.23 Welland (RB por Rolls Barnoldswick), y el W.2B/26 se llamó RB.26 Derwent. Stanley Hooker asumió la tarea de resolver los problemas pendientes, y las cosas pronto mejoraron. Un /23 con calidad para volar fue colocado en un Gloster G.40 (una versión actualizada del E.28 que había volado con el W.1), y voló el 1 de marzo de 1943 pilotado por John Grierson. Comenzando en abril, el empuje fue mejorado desde 6,79 kN (693 kgf), pasando a 7,1 kN (726 kgf) el 7 de mayo de 1943. El prototipo F.9/40 finalmente fue equipado con motores de 7,6 kN (772 kgf) y volado por Michael Daunt el 24 de julio de 1943.

### Las pruebas del Meteor
Dos Wellands fueron instalados en el primer Meteor Mk.1 de producción, EE210/G (la "/G" indica "Guardia", significando que el avión tenía una guardia armada mientras se encontrara en el suelo), e hizo su vuelo de pruebas pilotado por Daunt el 12 de enero de 1944. Este Meteor fue luego enviado a USA a cambio de un Bell XP-59A Airacomet motorizado por el General Electric J31 (Power Jets W.1), RG362/G. El Meteor hizo su primer vuelo en la Base Aérea del Ejército Muroc pilotado por John Grierson el 15 de abril. Siguieron varios vuelos de prueba, y para diciembre fue enviado nuevamente al Reino Unido. La producción del Meteor continuó, con los EF211 al 229 y desde el 230 hasta el 244, entrando en servicio en el 616 Squadron de la RAF en mayo de 1944. Los Wellands fueron calificados a 7,1 kN (726 kgf), con un mantenimiento completo cada 180 horas. El Jumo 004B, el cual entró en servicio solo unas pocas semanas antes, desarrollaba 8,8 kN (900 kgf), pero requería un mantenimiento completo después de 10-20 horas. Volando desde el aeródromo de la RAF en Manston, cerca del Canal de la Mancha, el 616 vio acción por primera vez contra las bombas voladoras V-1 en camino a Londres, el 27 de julio de 1944.

### Producción

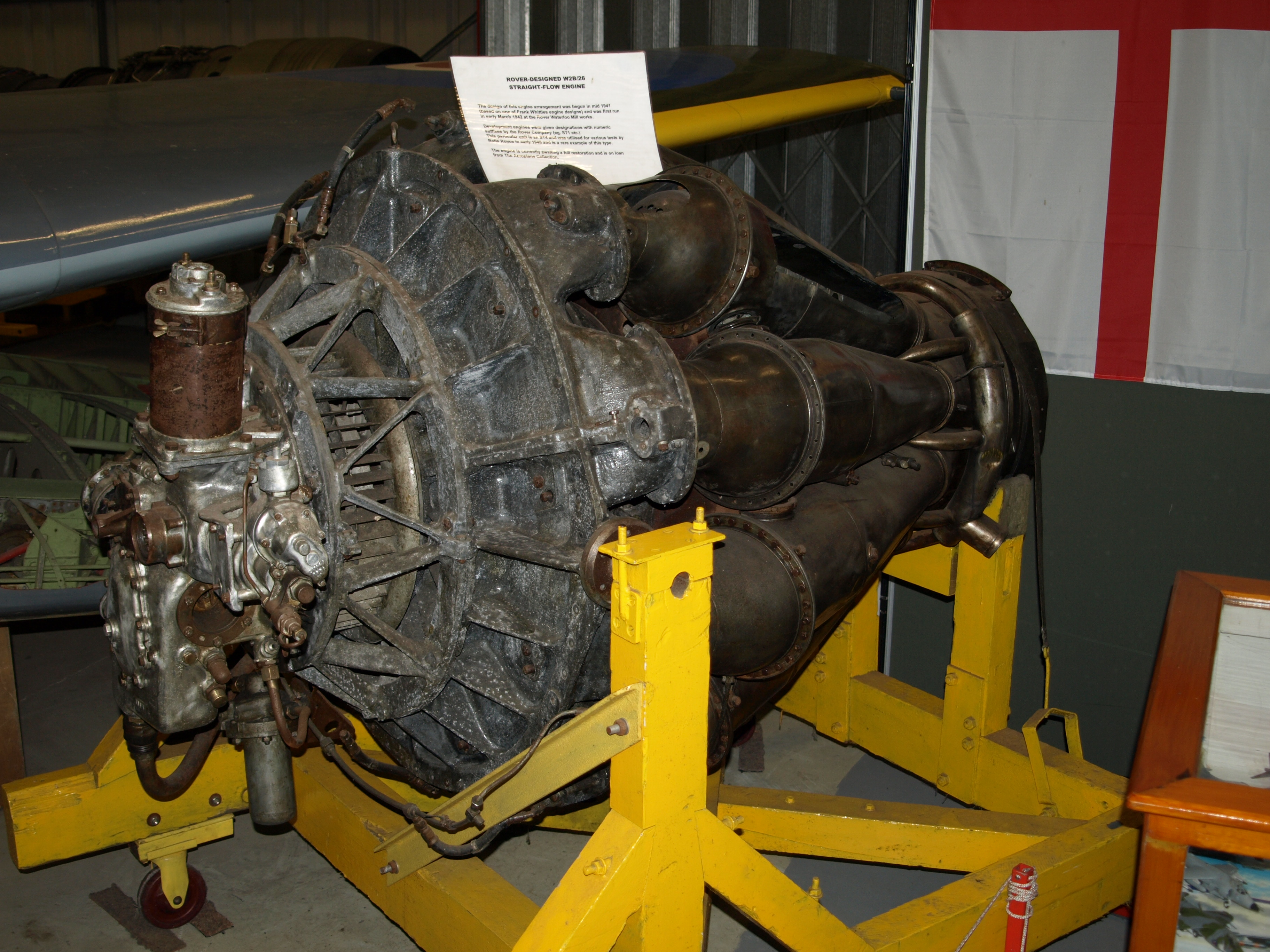
Un Rover W2B/26 preservado en el Midland Air Museum.

Desde octubre de 1943 un total de 167 Wellands fueron enviados desde las instalaciones de Rolls-Royce en Barnoldswick. Para este momento, el diseño de flujo recto de Lombard, el Derwent, había probado ser más confiable y algo más potente, y la producción del Welland cesó.

## Especificaciones (Welland)
datos de Jane
- Tipo: Turborreactor
- Diámetro: 1.098 mm
- Peso: 386 kg
- Combustible: kerosene de aviación
- Empuje: 7,6 kN (772 kgf)